# Диас, Дамиан
Дамиан Родриго Диас Монтеро (исп. Damián Rodrigo Díaz Montero; род. 1 мая 1986[…], Росарио, Санта-Фе) — эквадорский и аргентинский футболист, атакующий полузащитник аргентинского клуба «Банфилд». В 2021 году сыграл четыре матча за сборную Эквадора.

## Клубная карьера

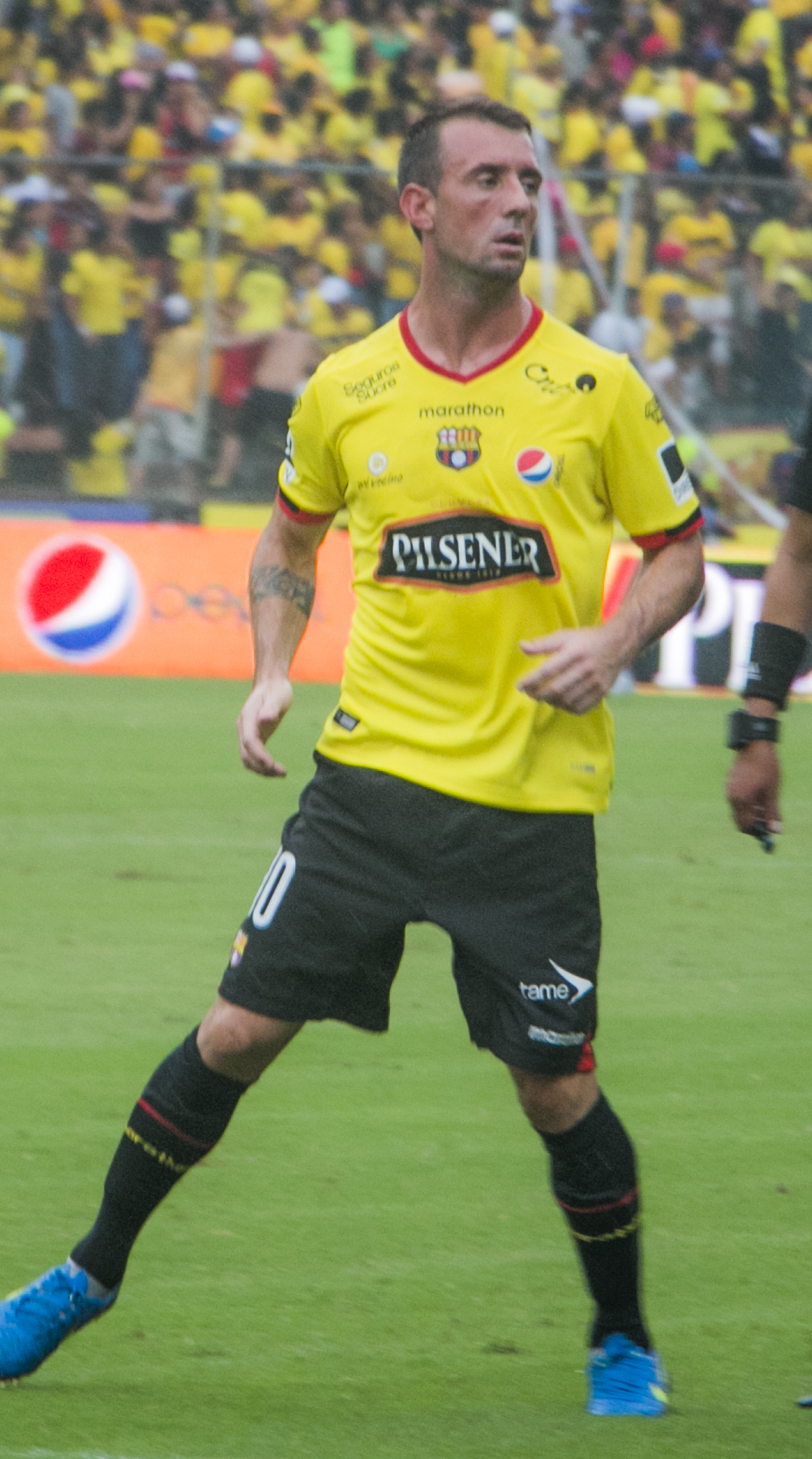
Диас в составе гуаякильской «Барселоны»

Диас — воспитанник клуба «Росарио Сентраль» из своего родного города. В 2007 году в матче против «Годой-Крус» он дебютировал в аргентинской Примере. По окончании сезона Дамиан перешёл в «Бока Хуниорс». 1 марта 2009 года в матче против «Уракана» он дебютировал за новую команду. В том же году Диас помог клубу выйти в финал Южноамериканского кубка. Летом 2009 года для получения игровой практики Дамиан на правах аренды перешёл в чилийский «Универсидад Католика». 28 июля в матче против «Депортес Ла-Серена» он дебютировал в чилийской Примере. 23 августа в поединке против «Кобрелоа» Диас сделал «дубль», забив свои первые голы за «Универсидад Католика». 19 сентября в матче против «Курико Унидо» Дамиан сделал хет-трик. В своём дебютном сезоне он помог клубу завоевать серебряные медали. 15 апреля 2010 года в матче Кубка Либертадорес против бразильского «Фламенго» Диас забил гол.
Летом 2010 года Дамиан на правах аренды перешёл в «Колон». 7 августа в матче против «Кильмеса» он дебютировал за новую команду. 28 августа в поединке против «Годой-Крус» Диас забил свой первый гол за «Колон».
Летом 2011 года Диас на правах аренды был отдан в эквадорскую «Барселону». 23 июля в матче против ЭСПОЛИ он дебютировал в эквадорской Серии A. 7 августа в поединке против «Ольмедо» Дамиан забил свой первый гол за клуб из Гуаякиль. Через полгода «Барселона» выкупила трансфер Диаса у «Бока Хуниорс» за 2 млн долларов. В 2012 году Дамиан помог клубу выиграть чемпионат. В 2013 году в матчах Кубка Либертадорес против мексиканской «Толуки» и уругвайского «Насьоналя» он забил по голу.
Летом того же года Дамиан подписал контракт с «Аль-Вахда» из Абу-Даби. 14 сентября в матче против «Ан-Наср» он дебютировал в чемпионате ОАЭ. В этом же поединке Диас сделал «дубль», забив свои первые голы за клуб. В начале 2016 года Дамиан вернулся в гуаякилькую «Барселону». В том же году он во второй раз стал чемпионом Эквадора.

## Международная карьера
29 марта 2021 года в товарищеском матче против сборной Боливии Диас дебютировал за сборную Эквадора.
В 2021 году в составе сборной Диас принял участие в Кубке Америки в Бразилии. На турнире он сыграл в матчах против команд Колумбии и Перу.

## Достижения
Клубные
«Бока Хуниорс»
- Финалист Южноамериканского кубка — 2008

«Барселона» (Гуаякиль)
- Чемпион Эквадора — 2012? 2016